# Emily Perkins
Emily Jean Perkins (Vancouver, 4 de maio de 1977) é uma atriz canadense que ficou conhecida após interpretar Brigitte, na trilogia do filmes de terror Ginger Snaps, e pelo seu papel como Crystal Braywood, na série de televisão Hiccups.

## Biografia
Perkins nasceu em Vancouver, Colúmbia Britânica. Como atriz infantil ele esteve em três filmes feitos para televisão: Pequenos Sacrifícios, Qualquer Coisa Para Sobreviver e Ela.
Em 1998, Perkins conseguiu um papel de apoio na série de drama Inquest de Da Vinci. Ela voltou para a série em 2001, para assumir um papel recorrente de apoio como uma prostituta por mais 34 episódios, o que lhe valeu um Prêmio Leo de Melhor Performance Coadjuvante em 2003.
Perkins é mais conhecida por seu papel como Brigitte, na trilogia de filmes de lobisomem Ginger Snaps, Ginger Snaps 2: Unleashed e Ginger Snaps Back. Por esse papel ela ganhou o prêmio de Melhor Atriz, no Málaga Semana Internacional de Cinema Fantástico, em 2001. Ginger Snaps 2: Unleashed é o maior papel de Perkins em um filme. Em 2004, a revista Fangoria lhe concedeu um prêmio por esta atuação.
Perkins está em filmes de comédia como Ela é o Cara, Juno e Another Cinderella Story. Também participou em It, o clássico do terror de Stephen King. Participou da série Supernatural no papel de Becky Rosen.

## Filmografia

### Filmes
| 1989 | Small Sacrifices                |
| 1989 | Little Golden Book Land         |
| 1990 | Anything to Survive             |
| 1990 | It                              |
| 1993 | Miracle on I-880                |
| 1993 | Woman on the Ledge              |
| 1994 | Moment of Truth: Broken Pledges |
| 1996 | In Cold Blood                   |
| 1996 | Past Perfect                    |
| 2000 | Ginger Snaps                    |
| 2000 | Christy: Return to Cutter Gap   |
| 2001 | Christy: A Change of Seasons    |
| 2001 | Christy: A New Beginning        |
| 2001 | Prozac Nation                   |
| 2004 | Ginger Snaps 2: Unleashed       |
| 2004 | Ginger Snaps Back               |
| 2006 | She's the Man                   |
| 2007 | Juno                            |
| 2008 | Another Cinderella Story        |
| 2010 | Blood: A Butcher's Tale         |
| 2011 | Repeaters                       |
| 2014 | Extraterrestrial                |

### Televisão
| 1989 | Danger Bay         |
| 1990 | Mom P.I.           |
| 1993 | The Odyssey        |
| 1998 | The X-Files        |
| 1998 | Da Vinci's Inquest |
| 2001 | Da Vinci's Inquest |
| 2002 | Twlight Zone       |
| 2003 | Mentors            |
| 2004 | Dead Like Me       |
| 2007 | Aliens in America  |
| 2009 | Supernatural       |
| 2010 | Hiccups            |
| 2011 | Supernatural       |